# Avry Centre
Das Avry-Centre ist ein Einkaufszentrum in Avry im Kanton Freiburg. Es liegt in der Agglomeration von Freiburg im Üechtland und in der Nähe der Schweizer Autobahn A12. Mit sechzig Geschäften und etwa 2000 Gratis-Parkplätzen gehört es zu den grössten Einkaufszentren der Schweiz. Es wurde 1973 erbaut und in den Jahren 2000–2002 umgebaut und vergrössert.
Insgesamt bietet der Avry-Centre Komplex über 700 Arbeitsplätze. Die Verkaufsfläche beträgt ca. 34'000 m².